# Nottleben
Nottleben est une commune allemande de l'arrondissement de Gotha en Thuringe, faisant partie de la communauté d'administration Nesseaue.

## Géographie

Situation de la commune (en rouge) dans l'arrondissement de Gotha

Nottleben est située dans l'est de l'arrondissement, à la limite avec la ville d'Erfurt, sur le cours supérieur de la Nesse, à 14 km à l'est de Gotha, le chef-lieu de l'arrondissement.
Nottleben appartient à la communauté d'administration Nesseaue (Verwaltungsgemeinschaft Nesseaue).
Communes limitrophes (en commençant par le nord et dans le sens des aiguilles d'une montre) : Zimmernsupra, Erfurt, Gamstädt, Drei Gleichen, Pferdingsleben et Tröchtelborn.

## Histoire
La première mention du village date de 1168 sous le nom de Notteleibin.
Nottleben a fait partie de la province de Saxe dans le royaume de Prusse (arrondissement d'Erfurt (de), puis arrondissement de Weißensee (de)).
En 1922, après la création du land de Thuringe, Nottleben est intégrée au nouvel arrondissement de Gotha avant de rejoindre le district d'Erfurt en 1949 pendant la période de la République démocratique allemande jusqu'en 1990.
Un chemin de fer à voie étroite a relié Nottleben à Erfurt de 1926 à 1967. Le 9 avril 1945, un bombardement américain causa la mort de neuf habitants du village.

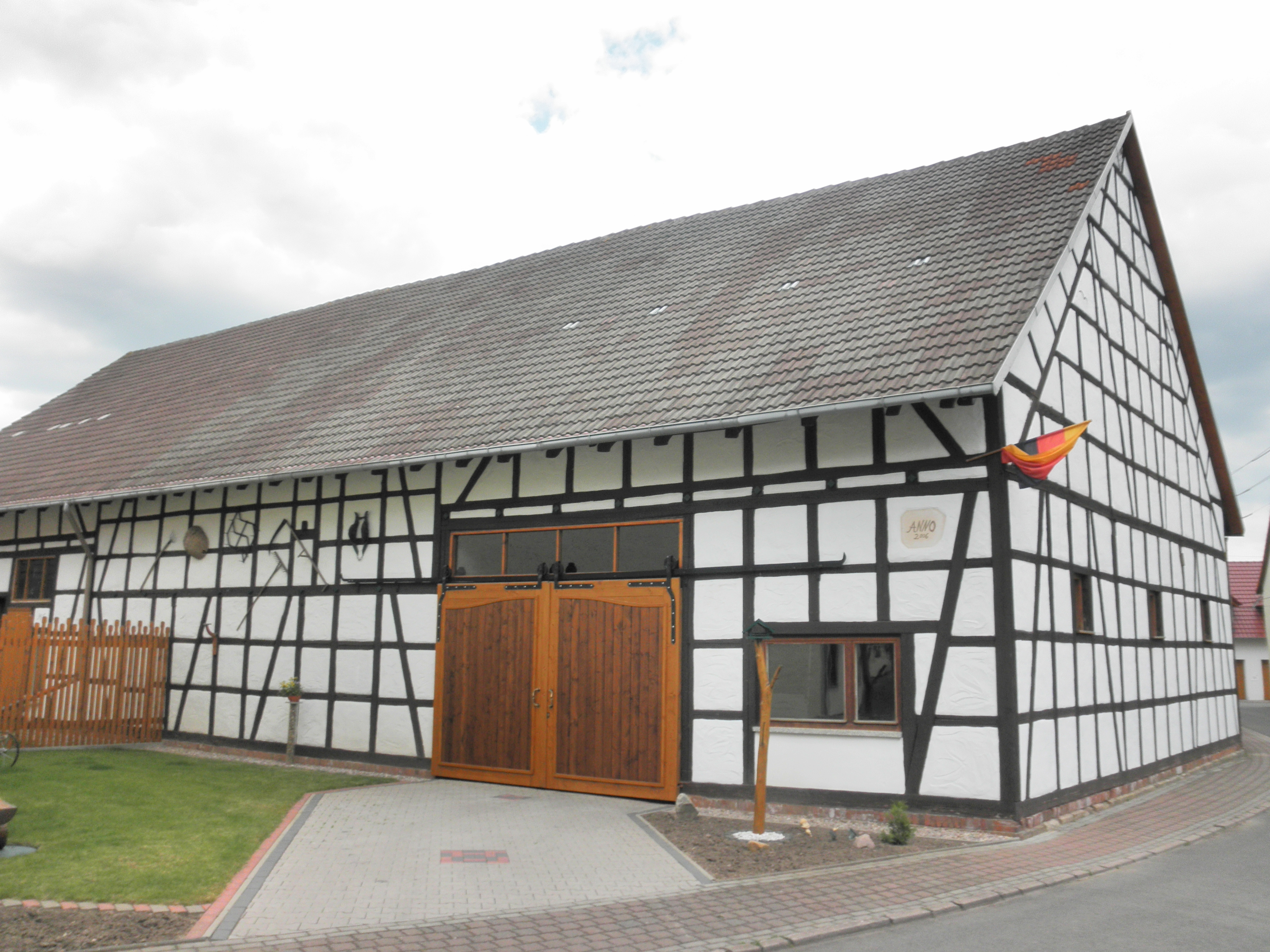
Maison à colombages

## Démographie
| 1910 | 1933 | 1939 | 1995 | 2000 | 2005 | 2010 |
| ---- | ---- | ---- | ---- | ---- | ---- | ---- |
| 511  | 583  | 578  | 457  | 466  | 447  | 437  |

## Communications
La commune est traversée par la route K4 Gotha-Friemar-Ermstedt.